# 石川晴光
石川 晴光（いしかわ はるみつ）は、戦国時代の大名。陸奥石川氏第24代当主。陸奥国石川郡三芦城主。

## 生涯
享禄元年（1528年）11月20日、陸奥石川氏第23代当主・石川稙光（たねみつ）の子として誕生。
享禄3年（1530年）、父の死去に伴い、3歳で家督を相続する。
天文12年（1543年）に勃発した天文の乱では近隣諸侯の多くと同様に伊達稙宗方として参戦。
天文15年（1546年）、上洛して室町幕府第12代将軍・足利義晴から偏諱を賜り、晴光と名乗る。
天文17年（1548年）の天文の乱終結以後、田村隆顕・蘆名盛氏らの勢力圏が石川郡内にまで及ぶようになると、この両者の抗争に巻き込まれる形で次第に所領を削り取られ、さらには一族の内紛を鎮めた常陸国の佐竹義昭が、永禄3年（1560年）10月に白河結城氏から高野郡を奪取すると、奥州への進出を図って石川領へと兵を進め石川氏庶流の赤坂氏を傘下に降した。
これら諸勢力の圧迫を受けて窮地に陥った晴光は、伊達氏の庇護を求めるため、実子（光専・光広）には家督を継がせず、永禄6年（1563年）10月に伊達晴宗の四男・昭光を養子に迎える。
しかし、この時点では遠方の伊達氏からの直接の援護を受けることは難しく、永禄10年（1567年）6月には佐竹義重に三芦城を攻め落とされると、家族と共に岩崎郡大館城・岩城重隆（昭光・義重の祖父）の下へと逃れ、永禄11年（1568年）3月には昭光に家督を譲って隠居した。
永禄12年（1569年）に重隆の援護を受けて三芦城に復帰したものの、これ以後も石川領は田村・蘆名・佐竹の三つ巴の争いの渦中に在り、晴光は昭光と共に二度にわたって三芦城を追われている。
天正8年（1580年）6月25日、死去。享年53。

## 系譜
- 父：石川稙光
- 母：田村隆顕の娘
- 正室：石川胤光（庶流・百目木石川氏当主）の娘
- 側室：某氏
  - 泉光専
  - 近内光広（近内勝安養子、のち兄と同じく泉氏を称す）

- 養子
  - 石川昭光（伊達晴宗の四男）
  - 照子（佐竹義昭の娘。昭光正室）